# St. Johannis (Schalkau)

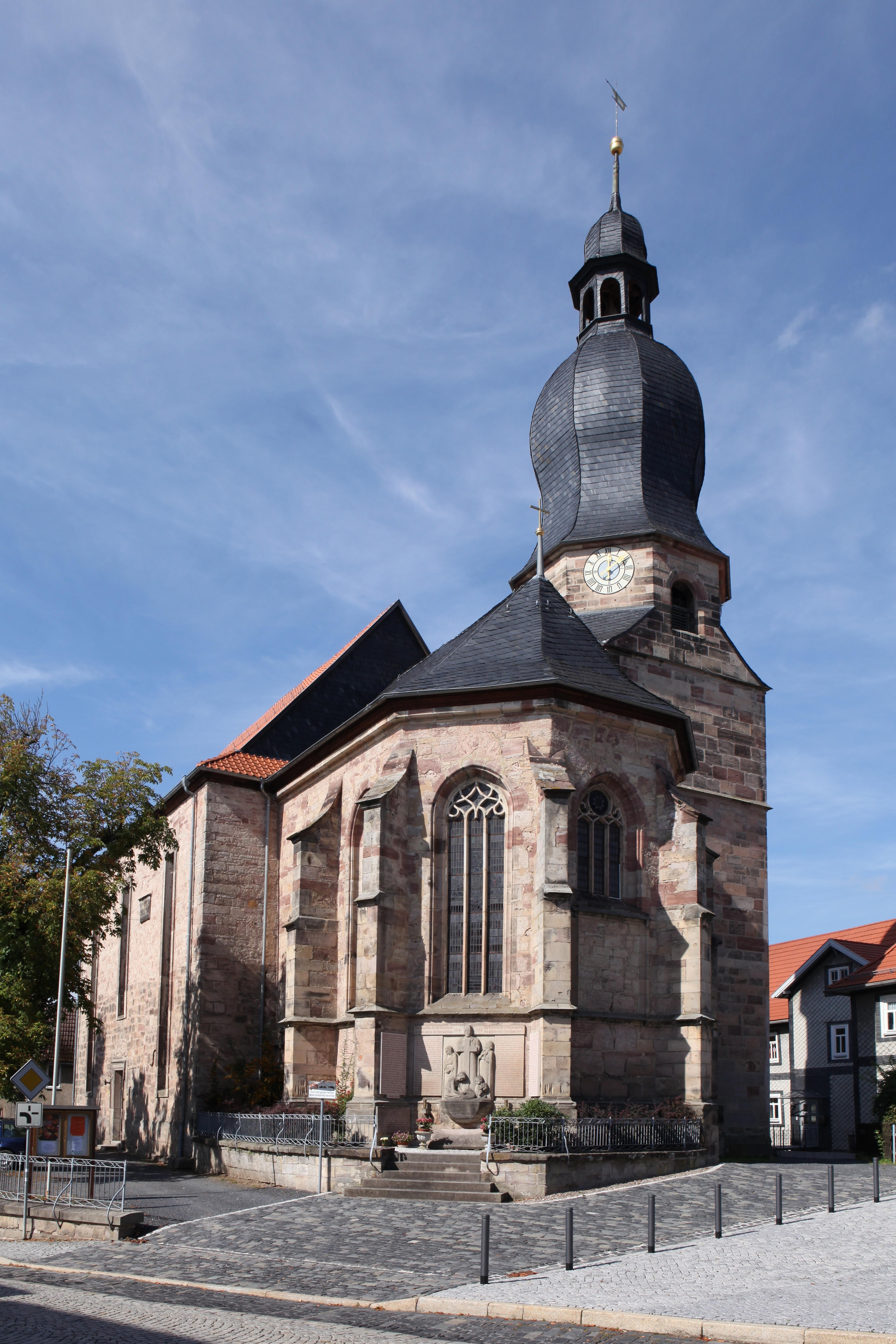
St. Johannis in Schalkau

Die evangelisch-lutherische Kirche St. Johannis steht in Schalkau im Landkreis Sonneberg in Thüringen. Die denkmalgeschützte Stadtkirche, die den höchsten Punkt eines Sandsteinfelsens einnimmt, ist aufgrund ihrer exponierten Lage Stadtbild prägend.

## Kirchengemeinde
Im hohen Mittelalter der Urpfarrei Meeder zugeordnet, wurde die Pfarrei Schalkau im 13. Jahrhundert von dieser abgetrennt. 1232 wurde erstmals ein Pfarrer in Schalkau erwähnt. Ab 1445 besaßen die Wettiner das Patronatsrecht. 1507 wurde der Pfarreisprengel der kursächsischen Universität Wittenberg angegliedert. Die erste evangelische Kirchenvisitation erfolgte 1528/29, die auch eine neue Pfarreistruktur zur Folge hatte. Das Kirchspiel umfasste damals neben den heutigen Ortschaften auch Heid, Döhlau und Steinheid. Steinheid wurde eine eigenständige Pfarrei, Döhlau der Pfarrei Effelder, Heid und Görsdorf der Pfarrei Rottenbach sowie Truckendorf, Emstadt und Almerswind der Pfarrei Weißenbrunn zugeordnet. Grümpen und Theuern blieben bei Schalkau, wie Rauenstein bis zum Jahr 1892. Schalkau war der Superintendentur in Eisfeld unterstellt. 1578 folgte eine Unterstellung der neu gegründeten Adjunktur in Neustadt, bis 1623 Schalkau eine eigenständige Adjunktur wurde, die, wie das Gericht Schalkau, auch die Pfarrei Effelder umfasste. Mit der Gründung des Fürstentums Sachsen-Hildburghausen im Jahr 1680 kam es zum Aufstieg zur Superintendentur, die neben Effelder auch die 1726 separierte Kirchgemeinde Mengersgereuth und Rauenstein umfasste. Der Superintendent war kirchlicher sowie als weltlicher Verwaltungsbeamter für das Schulwesen zuständig. Nach der Gründung der Thüringer Landeskirche im Jahr 1920 erfolgte eine Neuordnung der kirchlichen Verwaltungsstruktur und die Superintendentur Schalkau ging im Oberpfarrbezirk, ab 1944 Superintendentur, Sonneberg auf. Nach 1945 führte die Innerdeutsche Grenze dazu, dass die Orte Görsdorf, Truckendorf, Emstadt und Almerswind wieder zum Schalkauer Kirchspiel gehörten. Seitdem umfasst dies neben den genannten Orten die Stadt Schalkau sowie die Dörfer Weitesfeld, Bachfeld, Gundelswind, Truckenthal, Katzberg, Ehnes, Roth, Oberroth und Selsendorf.

## Baugeschichte
Die Sakristei kann als ältester Teil einem romanischen Kirchenbau aus dem 13. Jahrhundert zugeordnet werden. Im Jahr 1516 erfolgte nach einem Brand von 1505 ein Neubau mit dem spätgotischen Chor Im Jahr 1520 wurde das Gotteshaus als St.-Johannes-Kirche geweiht.
Das Langhaus entstand erstmals im 16. Jahrhundert und wurde 1663 umgebaut. Ein Feuer zerstörte 1690 große Teile des Stadtzentrums und die Kirche. Der Wiederaufbau des Kirchenschiffes war im Jahr 1700 abgeschlossen, der des Turmes sechs Jahre später.
Im Jahr 1884 wurde ein Umbau nach Plänen des Saalfelder Landesbaurates Karl Rommel durchgeführt. Dabei wurde unter anderem die Orgel aus dem Chorraum auf die Westempore umgesetzt und der Chor bekam Sterngewölbe. Die Umgestaltung des Kircheninneren erfolgte im Stil der Neugotik durch den Schalkauer Bildhauer Louis Blechschmidt und den Coburger Hofmaler Arthur Wang. Der Triumphbogen erhielt leicht profilierte Pfeiler, das Langhaus eine hölzerne Flachdecke. 1933/34 wurde der Innenraum durch eine hellere Fassung neu gestaltet. 1967/68 folgte eine Restaurierung.

## Architektur
Das Langhaus ist durch ein Satteldach und große Rechteckfenster gekennzeichnet. Im Innern steht auf drei Seiten eine zweigeschossige, durch Schnitzereien verzierte Empore. Den oberen Raumabschluss bildet eine Felderdecke. Die Eingänge befinden sich im Süden, Westen und Norden.
Im Osten steht der eingezogene, polygonal geschlossene Chor. Seine Spitzbogenfenstern mit Maßwerk sind wohl spätgotisch. Das nordöstliche Chorfenster entstand beim Umbau 1884. Ein Sterngewölbe mit Schlusssteinen, die die Wappen der Länder, die diese Stadt im Laufe der Jahrhunderte beherrschten, tragen und mit gotisierenden Knospenkapitellen überspannt den Raum. Er hat eine Länge von 10 Metern und eine Breite von 7,4 Metern. Unter dem Chor befindet sich die Gruft der Herren von Schaumberg.
Der Kirchturm im Nordosten hat unten einen etwa quadratischen und oben einen oktogonalen Grundriss. Den Unterbau des Turmes bildet die 3,7 Meter lange sowie 3 Meter breite Sakristei, die ein Tonnengewölbe hat. Den oberen Abschluss bildet eine welsche Haube mit einer Laterne.

## Ausstattung

### Innenraum
Der Altar wird durch neugotisches Blendmaßwerk verziert. Das Kruzifix hinter dem Altar wurde 1711 gestiftet. Die neugotisch gestaltete Kanzel hat einen polygonalen Kanzelkorb mit Blendmaßwerk. Sie wurde 1884 von Ludwig Krapp aus Schalkau geschaffen. Das hölzerne Lesepult in Form eines Engels ist ein Werk von Louis Blechschmidt. Im Chor befinden sich zwei Grabsteine von Angehörigen der Familie von Schaumberg, die aus dem Jahr 1532 und dem 17. Jahrhundert stammen.
Die Orgel bauten 1875 unter Verwendung älterer Teile der Schmiedefelder Orgelbaumeister Friedrich Wilhelm Holland und sein Sohn. Sie stellten das Instrument auf der Westempore mit 23 Registern auf zwei Manualen und Pedal auf.
An der südöstlichen Seite des Chores befindet sich außen ein Kriegerdenkmal, das 1925 der Maler und Grafiker Herrmann Blechschmidt aus Eisenach gestaltete.

### Glocken
Im Kirchturm hängen drei Bronzeglocken, die von Franz Schilling & Söhne in Apolda gegossen wurden und die in den beiden Weltkriegen abgegebenen Glocken ersetzten. Die große Glocke mit dem Ton fis (tief) hat bei einem Gewicht von 750 Kilogramm einen Durchmesser von 108 Zentimetern wurde 1920 gegossen. Die mittlere Glocke mit dem Ton ais (tief) wiegt bei einem Durchmesser von 85 Zentimetern 350 Kilogramm und ist ein Jahr jünger. Die kleine Glocke, eine Gebetsglocke mit dem Ton cis, 71 Zentimetern Durchmesser und 210 Kilogramm Gewicht stammt aus dem Jahr 1949.